# Оукланд (Јужна Каролина)
Оукланд (енгл. Oakland) насељено је место без административног статуса у америчкој савезној држави Јужна Каролина.

## Демографија
По попису из 2010. године број становника је 1.232, што је 40 (-3,1%) становника мање него 2000. године.
| Група             | 2000.       | 2010.       |
| Белци             | 729 (57,3%) | 650 (52,8%) |
| Афроамериканци    | 435 (34,2%) | 452 (36,7%) |
| Азијати           | 33 (2,6%)   | 30 (2,4%)   |
| Хиспаноамериканци | 44 (3,5%)   | 65 (5,3%)   |
| Укупно            | 1.272       | 1.232       |